# Petit-duc des Sangir
Otus collari
Espèce
Statut de conservation UICN

 LC  : Préoccupation mineure
Statut CITES
Le Petit-duc des Sangir (Otus collari), aussi connu en tant que Petit-duc de Sangihe, est une espèce de hiboux de la famille des Strigidae.

## Répartition
Cette espèce est endémique de l'île Sangir (ou Sangihe) en Indonésie.